# Норт-Ричленд-Хилс
Норт-Ричленд-Хилс (англ. North Richland Hills) — город в США в округе Таррант штата Техас. Это пригород Форт-Уэрта, относящийся к средней и высокой ценовой категории, и часть района Мид-Ситис агломерации Даллас — Форт-Уэрт. Население города по переписи 2020 года составляло 69 917 человек, что делает его третьим по величине городом округа Таррант.
В рейтинге лучших мест для жизни за 2025—2026 годы, составленном журналом U.S. News & World Reports, Норт-Ричланд-Хиллз занимает 64-е место в стране и 19-е место в Техасе. В 2006 году Норт-Ричланд-Хиллз был включён в список «100 лучших мест для жизни в Америке» по версии журнала Money. В 2016 году газета The Dallas Morning News поставила Норт-Ричланд-Хиллз на 9-е место в своём списке лучших районов Далласа и Форт-Уэрта. В 2012 году Норт-Ричланд-Хиллз занял 44-е место в списке лучших пригородов Далласа по версии журнала D Magazine.

## География
По данным Бюро переписи населения США, общая площадь города составляет 18,2 квадратных миль (47,2 км²), из которых 18,2 квадратных миль (47,1 км²) приходится на сушу, а 0,04 квадратных мили (0,1 км²), или 0,24%, — на воду.

## Демография
| Год переписи                                              | Нас.  |        | %±    |
| --------------------------------------------------------- | ----- | ------ | ----- |
| 1960                                                      | 8662  |        | —     |
| 1970                                                      | 16514 |        | 90,6% |
| 1980                                                      | 30592 |        | 85,2% |
| 1990                                                      | 45895 |        | 50%   |
| 2000                                                      | 55635 |        | 21,2% |
| 2010                                                      | 63343 |        | 13,9% |
| 2020                                                      | 69917 |        | 10,4% |
| 2021                                                      | 70209 | [ 10 ] | 0,4%  |
| 1960–2021 Десятилетние переписи населения США 2020 Census |       |        |       |